# Runan, Côtes-d'Armor
Runan är en kommun i departementet Côtes-d'Armor i regionen Bretagne i nordvästra Frankrike. Kommunen ligger i kantonen Pontrieux som tillhör arrondissementet Guingamp. År 2022 hade Runan 253 invånare.

## Befolkningsutveckling
Antalet invånare i kommunen Runan
Referens:INSEE